# Abemennesket
Abemennesket er en stumfilm fra 1917 instrueret af Lau Lauritzen Sr. efter manuskript af A.V. Olsen.